# Sphinx laricis
Sphinx laricis är en fjärilsart som beskrevs av Rozhkov 1972. Sphinx laricis ingår i släktet Sphinx och familjen svärmare. Inga underarter finns listade i Catalogue of Life.